# Цветин Аничић
Цветин Аничић (Сремска Митровица, 1976) српски је луткар, креатор лутака, костимограф, редитељ и глумац.
Рођен је 11. јула 1976. године у Сремској Митровици. Основну школу завршио у селу Јамена и средњу техничку школу у Шиду. Дипломирао је на луткарској школи „АНИМА”, смер луткарство у класи Миливоја Радаковића у Новом Саду. Завршио Националну академију позоришне и филмске уметности „Крсто Сарафов” (НАТФИЗ) у Софији, у класи Боњу Лунгова.
Члан је Уније драмских уметника Србије. Живи и ствара у Шиду, ожењен је Надом Хромиш Аничић и има две кћерке Срну и Чарну Аничић.

## Уметнички рад
У Културно-образовном центру Шид запослен је од 2004. до 2023. године. У периоду од 2001. до 2003. године био запослен у Сремској телевизији, по уговор о раду у програму за децу.
Радио је и ради на ТВ серијама и луткарским представама за децу (израда лутака, драматизација, анимација, режија), представе-мјузикли за одрасле као редитељ и редитељ и драматург преко 20 радио драма за децу.
Оснивач је позоришта лутака „Бранислав Нушић” у Шиду и организатор изложбе лутака у Новом Саду, под називом „Лутка”, у сарадњи са фестивалом „Змајеве дечје игре”.
Спољни је сарадник фестивала „Змајеве дечије игре” у Новом Саду и фестивала АРТ Зона, посвећена раду деце ометене у развоју у Зајечару.
Сарадник је, аутор и водитељ великог броја луткарских радионица са децом без родитеља, децом која су преживела насиље у породици и децом са сметњама у развоју. Редитељ представа које су биле део акција ангажованог позоришта: акција против насиља над женама, акција против насиља над децом, акција против наркоманије, акција против лошег утицаја интернета на младе, борба против рака, акција против дискриминације женске деце.

## Награде и признања
- 2006 – Најбољи редитељ на државном фестивалу у Србији, за представу „Какав савршен дан”.
- 2009 - Најбољи наступ на алтернативном фестивалу у Апатину, представа „Госпођа министарка”.
- 2010 - Представа „Поп Ћира и поп Спира”, прва награда на државном фестивалу у Хвару, Хрватска.
- 2011 - Представа „Мулен Руж”, прва награда за најбољу представу и најбољу режију на Фестивалу српског позоришта.
- 2012 - Представа „Кинг Конг” најбоља представа на украјинском језику на фестивалу националних мањина у Србији.
- 2013 - Награда за представу „Алиса у земљи чуда” на фестивалу лутака Јанбибиан у Силистри, Бугарска.
- 2015 - Представа „Хоћу да се ослободим” најбоља представа и најбоља режија на позоришном фестивалу у Ретковцима, Хрватска.
- 2015 - Представа „Хоћу да се ослободим” најбоља представа и режија на позоришном фестивалу у Славонском Броду, Хрватска.
- 2016 - Представа „Цигани”, најбоља представа на МАСТ фестивалу у Винковцима, Хрватска.
- 2017 - Представа „Нећу да ћутим“, најбоља представа и режија на фестивалу КОРФЕЈ у Црној Гори.
- 2018 - „Ball of Vampires”, 8 награда за перформанс
- 2018 - Представа „Мала лекција против Папе”, прво место на Фестивалу монодраме ЗМАЈДАНИ у Новом Саду.
- 2019 - Наступ „Невборн”, 15 награда на фестивалу МАСТ у Винковцима, Хрватска.
- 2020 - Представа „Невборн” најбоља представа на међународном фестивалу Кочани, Македонија.
- 2020 - Представа „Новорођенче” најбоља представа на позоришном фестивалу Бугојно, Босна и Херцеговина.
- 2021 - Представа „Царево ново рухо” најбоља представа на позоришном фестивалу у Румунији.